# Fabian Joseph (Eishockeyspieler)
Fabian Gerard Joseph (* 5. Dezember 1965 in Sydney, Nova Scotia) ist ein ehemaliger kanadischer Eishockeyspieler und derzeitiger -trainer. Während seiner aktiven Karriere spielte er hauptsächlich in der American Hockey League und International Hockey League sowie international mit dem Team Canada. Sowohl bei den Olympischen Winterspielen 1992 in Albertville als auch bei den Olympischen Winterspielen 1994 in Lillehammer gewann er mit dem kanadischen Nationalteam jeweils die Silbermedaille. Seit 2007 ist Joseph als Assistenztrainer der Moncton Wildcats aus der Québec Major Junior Hockey League tätig.

## Karriere
Joseph verbrachte seine Juniorenzeit zunächst bei den Victoria Cougars aus der Western Hockey League, wo er zwischen 1982 und 1984 in 153 Spielen 228 Scorerpunkte sammelte. Folglich wurde er im NHL Entry Draft 1984 von den Toronto Maple Leafs in der sechsten Runde an 109. Stelle ausgewählt. Vor dem Wechsel in den Profibereich schloss sich der Stürmer im Sommer 1984 zunächst einem anderen Juniorenteam an. Er ging in der Spielzeit 1984/85 für die Toronto Marlboros aus Ontario Hockey League aufs Eis. In 60 Begegnungen kam er für die Marlboros auf 75 Punkte.
Zum Wechsel in den Profibereich entschied sich Joseph ab 1985 für den kanadischen Eishockeyverband Hockey Canada zu spielen. Diesen vertrat der Center bei internationalen Auftritten bis 1987 ohne dabei für eine andere Mannschaft zu spielen. Erst mit Beginn der Saison 1987/88 wurde Joseph vom Franchise der Edmonton Oilers aus der National Hockey League unter Vertrag genommen. Für deren Farmteam Nova Scotia Oilers lief er in der American Hockey League auf. Die beiden folgenden Jahre bis 1990 dann für die Cape Breton Oilers, nachdem das Team seinen Standort gewechselt hatte. Für die Farmteams der Oilers kam er in den drei Jahren auf 235 Einsätze und 228 Punkte.
Im Sommer 1990 verließ der Angreifer die Organisation des NHL-Teams und wechselte nach Europa. Dort schloss er sich dem EV Bruneck aus der italienischen Serie A an. Die Saison 1990/91 – zugleich seine einzige in Italien – beendete er mit 84 Punkten in 36 Partien und war Topscorer der Wölfe, die den Abstieg in die Serie B gerade vermieden.
Anschließend kehrte Joseph zu Hockey Canada zurück und bereitete sich ab dem Sommer 1991 intensiv auf das Eishockeyturnier der Olympischen Winterspiele 1992 im französischen Albertville vor. Dort kam er in acht Turnierspielen auf zwei Tore und eine Vorlage. Im Halbfinale gegen die Tschechoslowakei war er an zwei der vier kanadischen Tore beteiligt. Im Finale unterlag das Team aber dem Vereinten Team mit 1:3 und gewann die Silbermedaille. Nach einem kurzen Gastspiel beim EHC Chur in der Schweizer Nationalliga A in der Spielzeit 1992/93 kehrte Joseph alsbald zu Hockey Canada zurück. Erneut begann die Vorbereitung auf das Eishockeyturnier der Olympischen Winterspiele 1994 im norwegischen Lillehammer frühzeitig. Der Stürmer war Mannschaftskapitän des Olympiateams, das erneut Silber gewann. Im Finale war es Schweden im Penaltyschießen unterlegen gewesen. Der Angreifer bereitete im Turnierverlauf zwei Tore vor.
Nach Beendigung der Olympischen Winterspiele kehrte der Kanadier nach Nordamerika zurück. Er wechselte zu den Milwaukee Admirals aus International Hockey League, denen er bis zum Frühjahr 1996 treu blieb. Nach 184 IHL-Spielen mit 71 Punkten beendete er seine aktive Karriere und nahm zur Spielzeit 1996/97 einen Assistenztrainerposten bei den Admirals an. Im Jahr 2000 füllte er diesen Posten für ein Jahr bei den Halifax Mooseheads in der Québec Major Junior Hockey League aus, ehe er zwischen 2001 und 2007 Cheftrainer des Eishockeyteams der Dalhousie University, die in der Atlantic University Sport, einer Liga der Canadian Interuniversity Sport, beheimatet waren, war. Seit 2007 ist er Assistenztrainer bei den Moncton Wildcats aus der Québec Major Junior Hockey League unter Cheftrainer Danny Flynn.

## Erfolge und Auszeichnungen
- 1992 Silbermedaille bei den Olympischen Winterspielen
- 1992 Spengler-Cup-Gewinn mit dem Team Canada
- 1994 Silbermedaille bei den Olympischen Winterspielen
- 2010 Coupe-du-Président-Gewinn mit den Moncton Wildcats (als Assistenztrainer)